# Сахча
Сахча (Старая Сахча) — река в России, протекает по Мелекесскому району Ульяновской области. Устье реки находится в 6,6 км по правому берегу реки Малый Черемшан. Длина реки составляет 17 км. Площадь водосборного бассейна — 66,5 км².
Высота истока — 107 м над уровнем моря. Высота устья — 60 м над уровнем моря.

## Данные водного реестра
По данным государственного водного реестра России относится к Нижневолжскому бассейновому округу, водохозяйственный участок реки — Большой Черемшан от истока и до устья. Речной бассейн реки — Волга от верхнего Куйбышевского водохранилища до впадения в Каспий.
Код объекта в государственном водном реестре — 11010000412112100005282.